# Tillandsia caliginosa
Tillandsia caliginosa là một loài thuộc chi Tillandsia. Đây là loài bản địa của Bolivia.